# Josef Rejfíř
Josef Rejfíř est un joueur d'échecs tchécoslovaque né le 22 septembre 1909 et mort le 4 mai 1962 à Prague. Il fut un des meilleurs joueurs tchécoslovaques des années 1930 et représenta la Tchécoslovaquie lors de huit olympiades (1928, 1930, 1931, 1933, 1935, 1936, 1956 et 1958). Il reçut le titre de maître international en 1956.

## Carrière aux échecs

### Tournois individuels
Dans les tournois individuels, Rejfíř remporta le tournoi mineur du congrès britannique de 1927 à Londres, devant Salo Landau. La même année, il fut troisième du championnat de Prague 1927 (devant Hronadka) et deuxième ex æquo du tournoi Evonia à Prague. En 1928, il finit premier, ex æquo avec Prokes,  du championnat de Prague.  En 1929, il finit troisième ex æquo du championnat tchécoslovaque, troisième du tournoi de Venise et troisième du tournoi de Hastings Premier 1929-1930, ex æquo avec Flohr et Rellstab. En 1930, il fut deuxième ex æquo du tournoi de Mnichovo Hradiště remporté par Bogoljubov. En 1930-1931 et 1932-1933, il fut vainqueur du groupe de réserve du tournoi de Hastings (devant Koltanowski, Noteboom et Rellstab en 1931), après avoir terminé troisième en 1928-1929. En 1931-1932, il finit troisième ex æquo du mémorial Kautsky à Prague. En 1933, il finit quatrième du championnat tchécoslovaque. En 1934, il fut quatrième du tournoi de Maribor. En 1936, il fut vainqueur du tournoi de Prague devant Pelikan, Pokorny et Hronadka.

### Compétitions par équipe
Rejfir participa à sa première olympiades en 1928. En 1930, il finit deuxième ex æquo du tournoi préolympique de Prague, se qualifiant pour sa deuxième olympiade, à Hambourg en 1930
En avril-mai 1931, il finit quatrième du tournoi préolympique disputé à Prague. Lors de l'olympiade d'échecs de 1931 disputée en juillet à Prague, il remporta au la médaille de bronze individuelle au troisième échiquier et la Tchécoslovaquie finit troisième (médaille de bronze par équipe). 
Lors de l'olympiade d'échecs de 1933 à Folkestone, il remporta la médaille d'argent par équipe et finit quatrième au troisième échiquier. En 1935, il fut deuxième du tournoi de sélection olympique et participa à sa cinquième olympiade. En 1936, il joua au deuxième échiquier lors de l'olympiade non officielle de 1936 à Munich (la Tchécoslovaquie finit cinquième).
Après la Seconde Guerre mondiale, Josef Rejfíř représenta la Tchécoslovaquie lors des olympiades de 1956, 1958 et des championnats d'Europe par équipe de 1957 et 1961, remportant la médaille de bronze individuelle au neuvième échiquier et la médaille de bronze par équipe en 1957.